# Жермен (Эна)
Жерме́н (фр. Germaine) — коммуна во Франции, находится в регионе Пикардия. Департамент коммуны — Эна. Входит в состав кантона Сен-Кантен-1. Округ коммуны — Сен-Кантен.
Код INSEE коммуны — 02343.

## Население
Население коммуны на 2010 год составляло 66 человек.
| 1962 | 1968 | 1975 | 1982 | 1990 | 1999 | 2010 |
| ---- | ---- | ---- | ---- | ---- | ---- | ---- |
| 117  | 105  | 106  | 103  | 75   | 67   | 66   |

## Экономика
В 2010 году среди 47 человек трудоспособного возраста (15—64 лет) 35 были экономически активными, 12 — неактивными (показатель активности — 74,5 %, в 1999 году было 80,9 %). Из 35 активных жителей работали 31 человек (19 мужчин и 12 женщин), безработных было 4 (2 мужчин и 2 женщины). Среди 12 неактивных 2 человека были учениками или студентами, 5 — пенсионерами, 5 были неактивными по другим причинам.